# Akita-Yake-yama
Der Akita-Yake-yama (jap. 秋田焼山, dt. brennender Berg in Akita) ist ein 1.366 m hoher tätiger Schichtvulkan auf der japanischen Insel Honshū. Er gehört zum Ōu-Gebirge und befindet sich im Stadtgebiet von Kazuno und Semboku in der Präfektur Akita. Er ist einer von vielen Vulkanen mit dem japanischen Namen Yake-yama (Brennender Berg). Der letzte Ausbruch ereignete sich 1997.